# Stenocercus prionotus
Stenocercus prionotus är en ödleart som beskrevs av  John E. Cadle 200. Stenocercus prionotus ingår i släktet Stenocercus och familjen Tropiduridae. IUCN kategoriserar arten globalt som livskraftig. Inga underarter finns listade i Catalogue of Life.